# Революционный военный совет (Гренада)
Революционный военный совет (англ. Revolutionary Military Council) — высший орган власти Гренады 19—25 октября 1983 года. Создан чинами гренадских вооружённых сил после отстранения от власти и убийства Мориса Бишопа с его ближайшими сторонниками. Фактически являлся органом военной диктатуры. Свергнут интервенцией США.

## Партийный раскол и кровопролитие
В 1979 году на Гренаде был совершён государственный переворот, к власти пришла марксистская партия Новое движение ДЖУЭЛ во главе с Морисом Бишопом. Был установлен режим по типу «реального социализма», тесно связанный с Кубой и СССР.
К осени 1983 усугубились социально-экономические трудности и обострились противоречия в руководстве Нового движения ДЖУЭЛ. Премьер-министр Морис Бишоп и его сторонники склонялись к нормализации отношений с США. Радикальные коммунисты во главе с Бернардом Кордом (заместитель премьер-министра, главный партийный идеолог и экономист) и Хадсоном Остином (командующий Народно-революционной армией) выступали категорически против.
12 октября 1983 Морис Бишоп был смещён со всех постов и на следующий день взят под домашний арест. Народно-Революционное Правительство Гренады (PRG) фактически возглавил Бернард Корд. На острове начались столкновения между сторонниками Бишопа и правительственными силовиками. 19 октября 1983 сторонники Бишопа во главе с министром иностранных дел Юнисоном Уайтменом освободили экс-премьера. Они захватили Форт-Руперт — главную базу гренадской армии. Правительственные силы атаковали Форт-Руперт, захватили Бишопа и семерых его сторонников, в том числе Уайтмена и министра образования Жаклин Крефт. Все они были убиты на месте. (При этом считается, что Крефт находилась в состоянии беременности, хотя на это не было официального подтверждения.)

## Совет и правительство
Вечером 19 октября по гренадскому радио выступил генерал Хадсон Остин. В своей речи (начатой словами «Братья и сёстры!», что создавало известную аллюзию) Остин обвинил Бишопа в «связях с контрреволюционерами» и намерении «уничтожить руководство партии», сообщил о его расстреле, объявил о роспуске PRG и создании Революционного военного совета (RMC), который сформирует правительство. Главной задачей этого органа Остин назвал «защиту от империалистического нападения».
В состав Революционного военного совета входили:
председатель —
- генерал Хадсон Остин

заместители председателя —
- подполковник Эварт Лэйн

- подполковник Лиэм Джеймс

члены —
- майор Леон Корнуолл

- майор Кристофер Страуд

- майор Бэйзил Гахагэн

- майор Кит Робертс

- майор Ян Сент-Бернард

- майор Дэйв Бартоломью

- майор Джон Венту

- капитан Лестер Редхед

- капитан Хью Ромэйн

- капитан Фрэнсис Гилл

- лейтенант Каллистус Бернард

- лейтенант Рудольф Огилви

- лейтенант Эшли Фолкс

- лейтенант Сесил Прайм

- лейтенант Винсент Робертс

- второй лейтенант Кендрик Фрейзер

- второй лейтенант Рейборн Нельсон

Генерал Остин, командующий армией и член Политбюро Нового движения ДЖУЭЛ, принадлежал к высшему партийно-государственному руководству. Подполковники Лэйн, Джеймс и майор Венту были членами Политбюро. Майоры Корнуолл (начальник армейского полутправления), Бартоломью, Сент-Бернард состояли в ЦК партии. Капитан Гилл руководил Народно-революционной милицией. Лейтенант Фолкс возглавлял службу безопасности премьер-министра. Лейтенант Бернард командовал штурмом Форт-Руперта и расстрелом Бишопа. В совокупности названные лица составляли командование вооружённых сил.
Ключевые позиции в RMC принадлежали представителям ортодоксально-коммунистической группы OREL. 
RMC как орган высшей власти назначил несколько гражданских министров «технического правительства». Этот кабинет возглавил дипломат Джордж Рэндольф Буллен. Из членов правительства Бишопа в него вошли министр здравоохранения Кристофер Де Риггс и министр туризма Лиден Рэмдханни.
Интересно, что ни в RMC, ни даже в техническое правительство не вошёл Бернард Корд, являвшийся главным вдохновителем и организатором переворота.

## Дни правления
Создание Революционного военного совета являлось попыткой преодолеть кризис режима методами военной диктатуры. Такие действия не характерны для коммунистических режимов, в которых обычно партийный аппарат руководит вооружёнными силами (а не наоборот). Приблизительным аналогом может считаться Военный совет национального спасения ПНР (WRON). Однако WRON пришёл к власти в существенно других обстоятельствах: перед ним стояла задача подавления массового оппозиционного движения, тогда как RMC возник в результате кровавого конфликта в самой правящей партии.
Существует предположение, что в перевороте был заинтересован СССР, поскольку в последний период правления Бишоп стал проявлять самостоятельность и налаживать связи с Западом. В то же время Корд придерживался однозначно просоветской и прокубинской линии.
Революционный военный совет находился у власти менее недели. За это время его деятельность фактически свелась к введению комендантского часа, производству арестов и пропагандистским «крикам отчаяния» типа «Нет — Рейгану!», «Нет — империалистической агрессии!».
Значительной поддержки в гренадском обществе RMC не имел. Даже сторонники правящего режима ориентировались в основном на Мориса Бишопа лично и были возмущены его убийством. 91 % опрошенных гренадцев поддержали американскую интервенцию, начавшуюся 25 октября 1983.

## После свержения
В последних числах октября американские войска свергли режим RMC и Нового движения ДЖУЭЛ. Руководители были взяты в плен и переданы новым властям Гренады.
Хадсон Остин, Эварт Лэйн, Лиэм Джеймс, Джон Венту, Леон Корнуолл, Дэйв Бартоломью, Кристофер Страуд, Сесил Прайм, Каллистус Бернард, Рейборн Нельсон предстали перед судом по делу «Гренада 17». Все они, кроме оправданного Нельсона, были приговорены к смертной казни с последующей заменой на длительные сроки заключения.
Причастность к RMC или аффилированным структурам в современной Гренаде рассматривается как компромат. Лидер партии Национально-демократический конгресс (NDC) Назим Бёрк вынужден категорически опровергать утверждения, будто он занимал пост министра финансов в «техническом правительстве» Буллена. Винсент Робертс, состоявший в RMC и ставший председателем NDC, фигурирует в политических скандалах .